# Manssjukdomar
Manssjukdomar avser de sjukdomar som drabbar män och innefattar genitala sjukdomar och missbildningar, sjukdomar relaterade till fertilitet, sexuella dysfunktioner, och sjukdomar relaterade till åldrande, exempelvis pubertet. Till manssjukdomarna hör vidare en del endokrina rubbningar (som exempelvis kan leda till feminisering eller aspermi) och förändringar i brösten, exempelvis gynekomasti och galaktorré.
Synen på vad som kan definieras som manssjukdom har förändrats sedan könet biologiskt betraktat mera kommit att betraktas kromosomalt. Könsskillnader på cellnivå förekommer i huden, skelettet, hjärnan och hjärtat, med mera. Till manssjukdomar hör därför också exempelvis manligt håravfall.